# Brasão de Francisco Beltrão
O Brasão de Armas do Município de Francisco Beltrão foi criado pela Lei 224/66 e é formado pelo escudo samnífico, inspirado nos brasões portugueses; pela coroa prateada com oito torres, das quais aparecem apenas cinco e a do centro representa a sede do município; pela estrela dourada, que representa a Cango, berço do município; pelo marreco, em homenagem ao rio Marrecas, onde foi iniciado o povoado que originou o município e é formado também por um pé de feijão e outro de milho, as duas principais culturas produzidas em Francisco Beltrão na época da criação do brasão.